# Samuel Finzi

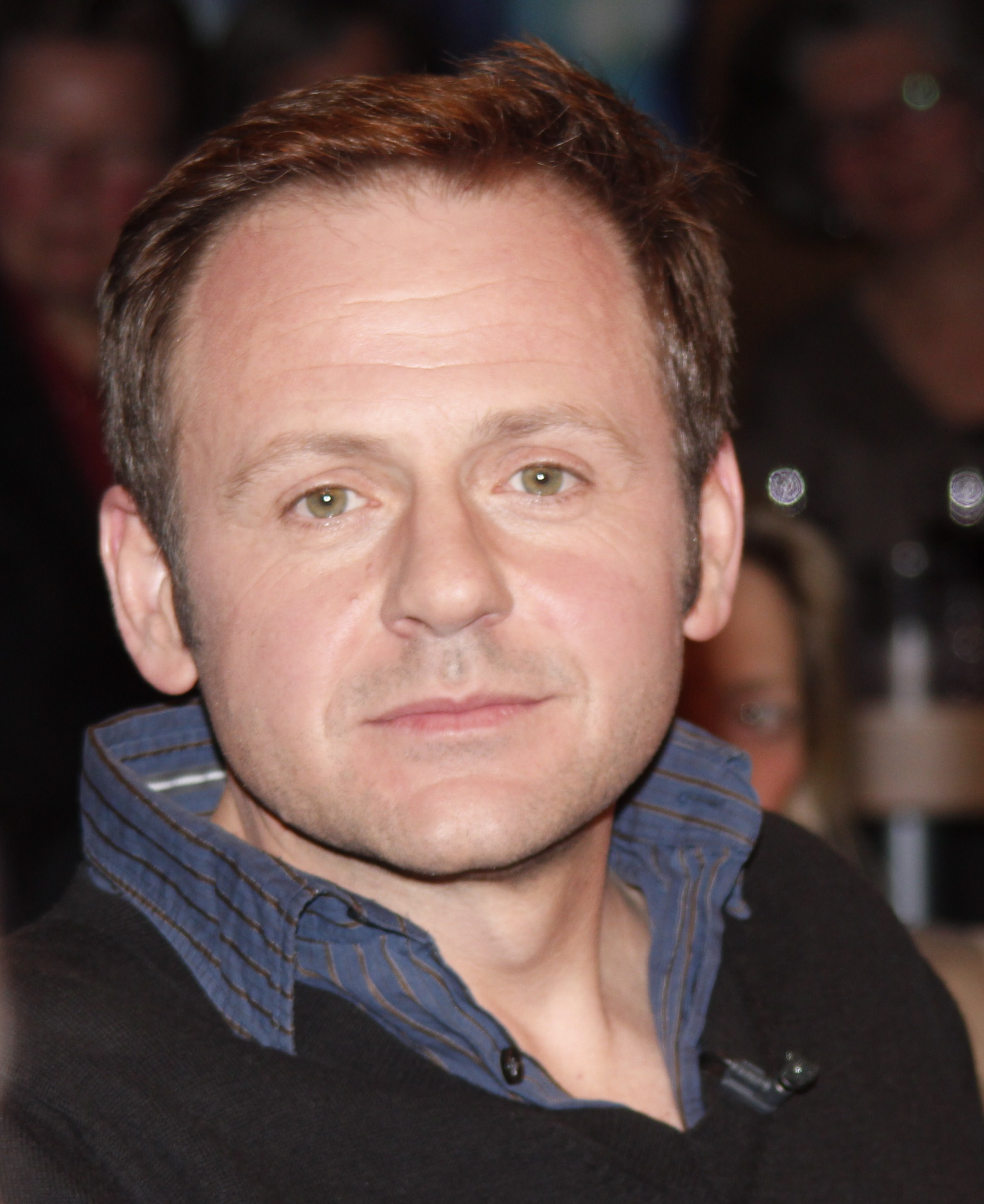
Samuel Finzi (2011)

Samuel Finzi (kyrillisch Самуел Финци, * 20. Januar 1966 in Plowdiw, Bulgarien) ist ein bulgarisch-deutscher Schauspieler, der sowohl für das Theater als auch für den Film arbeitet.

## Leben
Samuel Finzi ist Sohn des bulgarischen Schauspielers Itzhak Fintzi und der Pianistin Gina Tabakova. Er studierte zwei Jahre lang in Sofia an der dortigen Staatlichen Theater- und Filmakademie VITIZ (Abschluss 1992). Über Frankreich kam er durch eine Bitte des Regisseurs Ivan Stanev im Dezember 1989 nach Berlin. Er arbeitete an den Schauspielhäusern in Düsseldorf, Köln, Bochum und Zürich, am Thalia Theater in Hamburg, am Schauspiel Frankfurt, am Burgtheater in Wien und am Deutschen Theater Berlin.
Er spielte in insgesamt 20 Inszenierungen des Theaterregisseurs Dimiter Gotscheff. Finzi und Gotscheff arbeiteten seit 1992 bis zu Gotscheffs Tod 2013 zusammen.
Zwischen 2002 und 2008 hatte er ein festes Engagement an der Volksbühne Berlin, wo er in Königsberg von Andrei Nekrasow, Kampf des Negers und der Hunde von Bernard-Marie Koltès, Gier nach Gold nach Frank Norris in einer Bearbeitung von Frank Castorf, Zocker nach Dostojewskis Der Spieler, Philoktet von Heiner Müller, Iwanow von Tschechow und Das große Fressen nach Marco Ferreri, Rafael Azcona und Francis Blanche, Der Selbstmörder von Nikolaj Erdman und Ubukönig nach Alfred Jarrys König Ubu mitwirkte. In der Spielzeit 2010/2011 war er dort in Am Beispiel des Hummers von David Foster Wallace und am Deutschen Theater Berlin in Dimiter Gotscheffs Bearbeitung des Aki-Kaurismäki-Films Der Mann ohne Vergangenheit zu sehen.
Neben seiner Theater- und Filmarbeit wirkt Finzi auch in Hörspielen mit, etwa in einer Neuproduktion von Kafkas Der Process, welche zum Hörspiel des Monats Dezember 2010 gewählt wurde, oder in der Kleist-Bearbeitung Über das Marionettentheater. 2014 sprach er in der Produktion der Hörspielfassung von Der Meister und Margarita von Michail Bulgakow die Rolle des Lichodejew ein.
Seit 2005 spielte Finzi mehrmals den Rechtsmediziner Dr. Stormann in den Kieler Folgen der Fernsehserie Tatort um den Ermittler Klaus Borowski.
Im November 2009 startete die Krimiserie Flemming mit Samuel Finzi in der Rolle des Psychologen und Ermittlers Vincent Flemming und Claudia Michelsen als dessen Partnerin und Exfrau Ann Gittel. Nach einer Unterbrechung wurden im Jahr 2011 und 2012 neue Folgen ausgestrahlt.
Im Herbst 2010 erschien er im dritten Werbespot und den dazugehörigen Anzeigen einer Kampagne mit dem Titel „Undurchsichtig“ für die Ergo Versicherungsgruppe. Die Spots wurden von Simon Verhoeven in Berlin gedreht.
In den Monaten Oktober und November 2011 war Samuel Finzi als „Experte für alles“ in Finzi erklärt die Welt in der Show des Scheiterns (auch: Scheitern für Gescheite) im ZDF zu sehen.
2024 wurde er Mitglied der European Film Academy.

### Persönliches
Finzi lebt in Berlin-Charlottenburg. Er war mit der Dramaturgin Dimitra Petrou (* 15. Oktober 1965 in Thessaloniki; † 28. Mai 2005 in Berlin) verheiratet, die 20 Stunden nach ihrer Hirntumor-Diagnose 2005 starb. Danach ging er eine Beziehung mit der Französin Sorrel Athina Jardine ein. Gemeinsam haben sie zwei Kinder, darunter den Schauspieler Ezra Finzi.
Seit 2021 ist er in einer Beziehung mit der Schauspielerin Nina Kunzendorf, die er bei den Dreharbeiten zur 2022 veröffentlichten RTL-Dramaserie Das Haus der Träume näher kennenlernte.

## Filmografie
- 1989: Moi, la Comtesse (Regie: Petar Popzlatev)

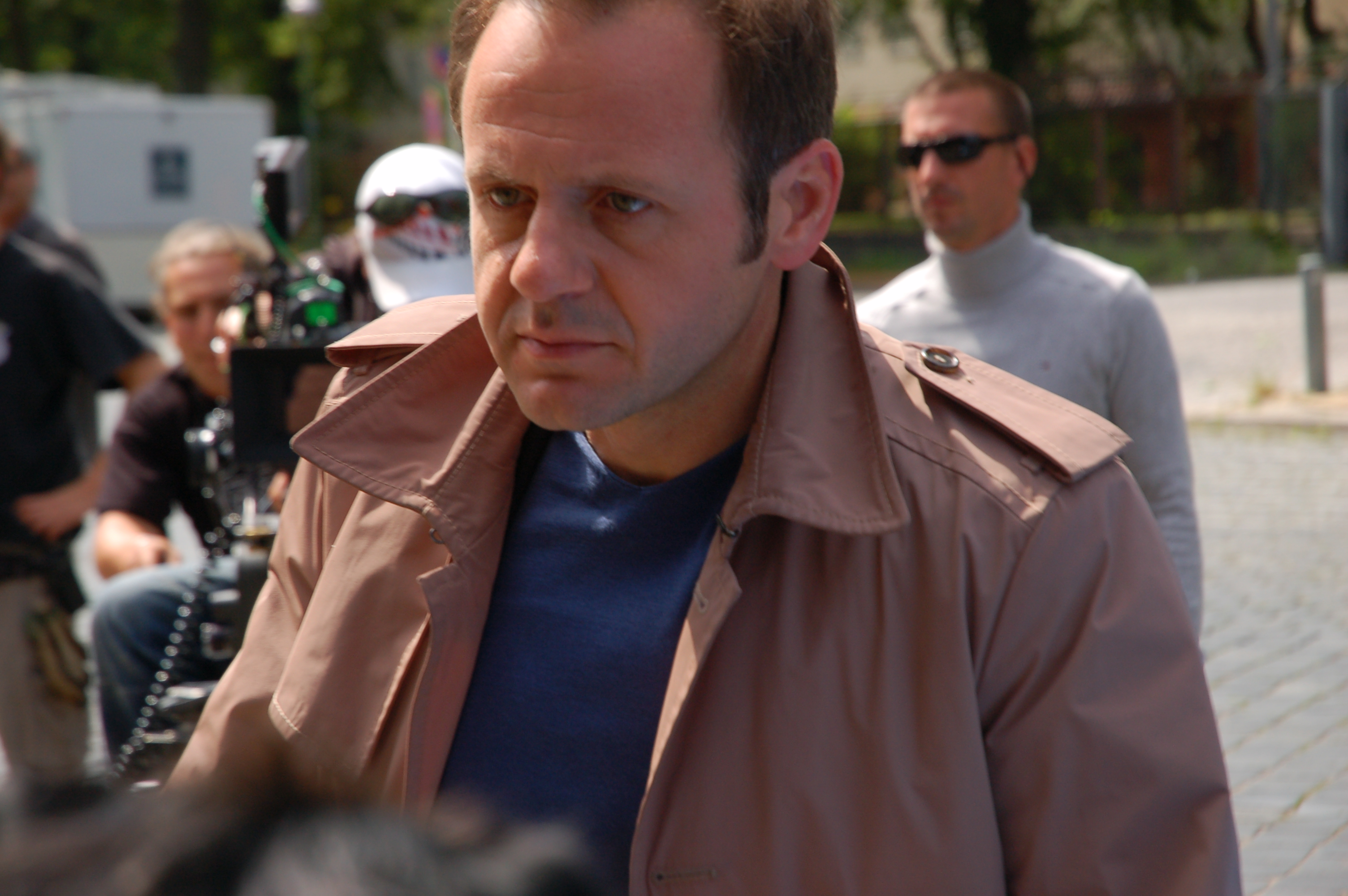
Samuel Finzi bei den Dreharbeiten zu Flemming (ZDF)

- 1989: Parcheta lyubov (Regie: Ivan Tscherkelov)
- 1989: Razvodat predi i Razvodat sega (Regie: Georgi Jacky Stoev)
- 1989: Razvodi, razvodi... (Regie: Kosta Bikov)
- 1990: Das Lager (Regie: Georgi Djulgerov)
- 1990: Nemirnata ptitza lyubov (Regie: Rangel Vulchanov)
- 1994: Die verbotene Frucht (Regie: Krasimir Krumov)
- 1998: Die Unschuld der Krähen (Regie: Horst Johann Sczerba)
- 1998: Sofia – Sick of it all (Regie: Nils Willbrandt)
- 1998: Und alles wegen Mama (Regie: Hermine Huntgeburth)
- 1999: Adelheid und ihre Mörder: Das große Los (Fernsehserie, Regie: Claus-Michael Rohne)
- 2000: Abschied. Brechts letzter Sommer (Regie: Jan Schütte)
- 2000: Bella Block: Am Ende der Lüge (Fernsehreihe)
- 2000: Deutschlandspiel (Regie: Hans-Christoph Blumenberg)
- 2000: Jetzt oder nie – Zeit ist Geld (Regie: Lars Büchel)
- 2000: Stunde der Wahrheit (Regie: Matthias Tiefenbacher)
- 2000: Tolle Lage (Regie: Sören Voigt)
- 2001: Auf Herz und Nieren (Regie: Thomas Jahn)
- 2001: The Devil’s Tail (Regie: Dimitar Petkow)
- 2001: Même Dieu est venu nous voir (Regie: Peter Popwlatew)
- 2001: Posseteni ot gospoda (Regie: Peter Popslatew)
- 2001: Santa ein Weihnachtsmärchen (Regie: Jophi Ries)
- 2001: Studers erster Fall (Fernsehfilm) (Regie: Sabine Boss)
- 2002: Am Ende der Hochzeitsnacht (Fernsehfilm, Regie: Olaf Kreinsen)
- 2002: Blueberry Hill (Regie: Aleksandr Morfow)
- 2002: Gebürtig (Regie: Lukas Stepanik und Robert Schindel)
- 2002: Rapsodiya v byalo (Regie: Tedi Moskow)
- 2003: Schimanski – Asyl (Fernsehreihe, Regie: Edward Berger)
- 2003: Das Wunder von Bern (Regie: Sönke Wortmann)
- 2003: Hamlet X (Regie: Herbert Fritsch)
- 2003: In schlechter Gesellschaft (Regie: Michael Karen)
- 2004: Delphinsommer (Regie: Jobst Oetzmann)
- 2005: Aller Tage Abend (Regie: Andreas Schimmelbusch)
- 2005: Ein ganz gewöhnlicher Jude (Regie: Oliver Hirschbiegel)
- 2005: Weltverbesserungsmaßnahmen (Regie: Jakob Hüfner und Jörn Hintzer)
- 2005: Tatort – Der Name der Orchidee
- 2005–2014: Tatort → siehe Klaus Borowski
  - 2005: Borowski in der Unterwelt
  - 2006: Sternenkinder
  - 2006: Mann über Bord
  - 2009: Borowski und die heile Welt
  - 2010: Borowski und eine Frage von reinem Geschmack
  - 2010: Borowski und der vierte Mann
  - 2011: Borowski und die Frau am Fenster
  - 2011: Borowski und der coole Hund
  - 2012: Borowski und der stille Gast
  - 2014: Borowski und das Meer
- 2006: Bella Block: Blackout
- 2006: Bella Block: Mord unterm Kreuz
- 2006: Kunstfehler (Fernsehfilm, Regie: Marcus O. Rosenmüller)
- 2007: Bella Block: Weiße Nächte
- 2007: Der Totenwächter (Regie: Ilian Simeonow)
- 2007: Geburtstag (Regie: Lawrence Tooley)
- 2007: Wir sagen Du! Schatz. (Regie: Marc Meyer)
- 2008: Die Besucherin (Regie: Lola Randl)
- 2008: Helden aus der Nachbarschaft (Regie: Jovan Arsenic)
- 2008: KDD – Kriminaldauerdienst: Letzte Chance (Fernsehserie, Regie: Andreas Prochaska)
- 2008: Bella Block: Falsche Liebe
- 2009: Das Vaterspiel (Regie: Michael Glawogger)
- 2009: Die Liebe und Viktor (Regie: Patrick Banush)
- 2009: Ein Sommer mit Paul (Fernsehfilm, Regie: Claudia Garde)
- 2009: Lackschaden (Regie: Michael Schneider)
- 2009: Pink (Regie: Rudolf Thome)
- 2009: Sieben Tage (Fernsehfilm, Regie: Petra K. Wagner)
- 2009–2012: Flemming (Fernsehserie)
- 2010: Aghet – Ein Völkermord (Regie: Eric Friedler)
- 2010: Die Akte Golgatha (Fernsehfilm, Regie: Zoltan Spirandelli)
- 2010: Headshots (Regie: Lawrence Tooley)
- 2010: Holy Light (Regie: Georgi Tenew)
- 2010: Mondwärts (Regie: Aron Lehmann)
- 2011: Männerherzen … und die ganz ganz große Liebe (Regie: Simon Verhoeven)
- 2011: Kokowääh (Regie: Til Schweiger)
- 2011: Short for Vernesa B. (Regie: Jons Vukorep)
- 2012: Lebt wohl, Genossen! (6-teilige arte-Doku, nur Stimme, Regie: Christian Beetz)
- 2012: Alexander Granach – Da geht ein Mensch (Regie: Angelika Wittlich)
- 2012: Die Libelle und das Nashorn (Regie: Lola Randl)
- 2012: Ludwig II. (Regie: Peter Sehr)
- 2012: Rückkehr von den Sternen (Regie: Franz Müller)
- 2012: The Color of the Chameleon (Regie: Emil Hristow)
- 2013: Aschenbrödel und der gestiefelte Kater (Regie: Thorsten Künstler)
- 2013: George (Regie: Joachim A. Lang)
- 2013: Kokowääh 2 (Regie: Til Schweiger)
- 2013: Oktober/November (Regie: Götz Spielmann)
- 2013: Die Erfindung der Liebe (Regie: Lola Randl)
- 2013: Ein starkes Team: Die Frau des Freundes (Fernsehreihe)
- 2013: Unsere Mütter, unsere Väter (Regie: Philipp Kadelbach)
- 2014: Quatsch und die Nasenbärbande (Regie: Veit Helmer)
- 2014: Das Zeugenhaus
- 2014: Honig im Kopf
- 2014: Worst Case Scenario (Regie: Franz Müller)
- 2015: Fünf Freunde 4 (Regie: Mike Marzuk)
- 2015: Schuld nach Ferdinand von Schirach, Folge 3: Ausgleich (Regie: Maris Pfeiffer)
- 2015: Tod den Hippies!! Es lebe der Punk
- 2015: Halbe Brüder
- 2015: Macho Man
- 2015: Blochin: Die Lebenden und die Toten, 2. Kapitel
- 2015: Outside the Box
- 2016: Unter Verdacht: Betongold (Regie: Ulrich Zrenner)
- 2016: Seitensprung mit Freunden (Regie: Markus Herling)
- 2016: Der Tel-Aviv-Krimi Teil 2: Shiv’a
- 2016: SMS für dich
- 2016: Unsere Zeit ist jetzt
- 2016: Marie Curie
- seit 2016: Allmen (Fernsehreihe)
  - 2016: Allmen und das Geheimnis der Libellen
  - 2017: Allmen und das Geheimnis des rosa Diamanten
  - 2019: Allmen und das Geheimnis der Dahlien
  - 2021: Allmen und das Geheimnis der Erotik
  - 2023: Allmen und das Geheimnis des Koi
- 2016: Affenkönig
- 2016: Fritz Lang – Der andere in uns
- 2017: Der Hauptmann
- 2017: Der Tel-Aviv-Krimi: Masada
- 2017: Conni & Co 2 – Das Geheimnis des T-Rex (Regie: Til Schweiger)
- 2018: Hot Dog
- 2018: HERRliche Zeiten
- 2018: Meine teuflisch gute Freundin
- 2018: Klassentreffen 1.0
- 2018: Tatort: Tod und Spiele
- 2020: Die Hochzeit
- 2020: Herr und Frau Bulle – Abfall (Fernsehreihe)
- 2020: 18% Grey
- 2020: Betonrausch
- 2021: Ferdinand von Schirach: Feinde (Fernsehfilm)
- 2021: Risiken und Nebenwirkungen
- 2021: Snake Eyes: G.I. Joe Origins
- 2021: January
- 2021: Ein Hauch von Amerika (Fernsehserie, 6 Folgen)
- 2021: Der Rebell – Von Leimen nach Wimbledon
- 2021: Schachnovelle
- 2022: Das Haus der Träume (Fernsehserie)
- 2023: Seneca – Oder: Über die Geburt von Erdbeben (Seneca)
- 2023: One Life
- 2024: The Black Sea
- 2024: Helgoland 513 (Fernsehserie)
- 2024: Bad Director
- 2025: Helix (Fernsehfilm)

## Theaterrollen
- 1990: Schuld und Bühne nach Fjodor Dostojewski in mehreren Rollen am Hebbel-Theater Berlin und Eurokaz Festival Zagreb (Regie: Ivan Stanev)
- 1991: Hermaphroditus von Ivan Stanev in mehreren Rollen am Hebbel-Theater und Mickery Theater Amsterdam (Regie: Ivan Stanev)
- 1992: Leonce und Lena von Georg Büchner als Büchner am Schauspielhaus Düsseldorf (Regie: Dimiter Gotscheff)
- 1993–1997: Die Möwe von Anton Tschechow als Kostja am Schauspiel Köln (Regie: Dimiter Gotscheff)
- 1994: Caligula von Albert Camus als Cherea am Schauspiel Köln (Regie: Werner Schroeter)
- 1994: Die Straßenecke von Hans Henny Jahnn am Thalia Theater Hamburg (Regie: Dimiter Gotscheff)
- 1994: Leonce und Lena von Georg Büchner als Handwerksbursche am Schauspielhaus Düsseldorf (Regie: Dimiter Gotscheff)
- 1994–1996: Ein Monat in Dachau von Wladimir Sorokin in diversen Rollen am Schauspielhaus Düsseldorf (Regie: Dimiter Gotscheff)
- 1995: Das weite Land von Arthur Schnitzler als Portier am Thalia Theater Hamburg (Regie: Jürgen Flimm)
- 1995: Der Kirschgarten von Anton Tschechow als Carlotta und Firs am Schauspielhaus Düsseldorf (Regie: Dimiter Gotscheff)
- 1995: Schwanengesänge von Anton Tschechow in diversen Rollen am Schauspielhaus Düsseldorf (Regie: Stefan Moskov)
- 1996: Auf der großen Straße von Anton Tschechow als Borzov am Thalia Theater Hamburg (Regie: Dimiter Gotscheff)
- 1996: Der gläserne Pantoffel von Ferenc Molnár als Portier am Thalia Theater Hamburg (Regie: Jürgen Flimm)
- 1996: Die Stunde da wir nichts voneinander wussten von Peter Handke in diversen Rollen am Thalia Theater Hamburg (Regie: Jürgen Gosch)
- 1996: Dreigroschenoper von Bertolt Brecht als Smith am Thalia Theater Hamburg (Regie: Katharina Thalbach)
- 1996–1999: Time Rocker von Lou Reed in diversen Rollen am Thalia Theater Hamburg (Regie: Robert Wilson)
- 1997–2000: Germania 3. Gespenster am toten Mann von Heiner Müller als Stalin am Deutschen Schauspielhaus Hamburg (Regie: Dimiter Gotscheff)
- 1998–2000: Blau in Blau von George Gershwin in diversen Rollen am Thalia Theater Hamburg (Regie: Stefan Moskov)
- 1999: Don Quixote von Miguel de Cervantes in diversen Rollen in der Jahrhunderthalle Bochum (Regie: Dimiter Gotscheff)
- 1999: König Lear von William Shakespeare als Kent am Deutschen Schauspielhaus Hamburg (Regie: Dimiter Gotscheff)
- 1999: Die heilige Johanna der Schlachthöfe von Bertolt Brecht als Mauler am Schauspielhaus Zürich (Regie: Benno Besson)
- 1999–2000: Phädra von Jean Racine als Theramenes am Schauspielhaus Bochum (Regie: Werner Schroeter)
- 2001: Pulverfass von Dejan Dukovski in diversen Rollen zum Steirischen Herbst und am Schauspielhaus Graz, Version I (Regie: Dimiter Gotscheff)
- 2002: Amphitryon von Heinrich von Kleist als Sosias am Schauspielhaus Hamburg (Regie: Jürgen Gosch)
- 2002: Auf dem Weg zur Hochzeit von John Berger in diversen Rollen am Schauspielhaus Hamburg (Regie: Brigitte Landes)
- 2002: Königsberg von Andrei Nekrasov als Vlad an der Volksbühne Berlin (Regie: Andrei Nekrasov)
- 2002–2005: Der Leutnant von Inishmore von Martin McDonagh als Padraic am Burgtheater Wien (Regie: Dimiter Gotscheff)
- 2003: Kampf des Negers und der Hunde von Bernard-Marie Koltès als Alboury an der Volksbühne Berlin (Regie: Dimiter Gotscheff)
- 2003: Platonow von Anton Tschechow als Michail Vasiljevitch Platonow am Schauspiel Frankfurt (Regie: Dimiter Gotscheff)
- 2004: Gier nach Gold von Frank Norris als Zerkov an der Volksbühne Berlin (Regie: Frank Castorf)
- 2004: Zocker von Fjodor Dostojewski in diversen Rollen an der Volksbühne Berlin (Regie: Johan Simons)
- 2005–2006: Amphitryon von Heinrich von Kleist als Amphitryon am Deutschen Theater Berlin (Regie: Stefan Bachmann)
- 2005-: Iwanow von Anton Tschechow als Iwanow an der Volksbühne Berlin (Regie: Dimiter Gotscheff)
- 2005-: Philoktet von Heiner Müller als Neoptolemos an der Volksbühne Berlin (Regie: Dimiter Gotscheff)
- 2006: Das große Fressen von Marco Ferreri als Philippe an der Volksbühne Berlin (Regie: Dimiter Gotscheff)
- 2006: Volpone von Ben Jonson als Volpone am Deutschen Theater Berlin (Regie: Dimiter Gotscheff)
- 2006–2008: Drei Sterne suchen einen Koch von Ivan Panteleev in diversen Rollen am Deutschen Theater Berlin (Regie: Ivan Panteleev)
- 2006-: Die Perser von Aischylos als Xerxes und Bote am Deutschen Theater Berlin (Regie: Dimiter Gotscheff)
- 2007: Der Selbstmörder von Nikolaj Erdman als Podsekalnikov an der Volksbühne Berlin (Regie: Dimiter Gotscheff)
- 2007: Die Fledermaus von Johann Strauss als Alfred am Deutschen Theater Berlin (Regie: Michael Thalheimer)
- 2007–2009: Anatomie Titus Fall of Rome nach William Shakespeare von Heiner Müller am Deutschen Theater Berlin (Regie: Dimiter Gotscheff)
- 2008: Das Pulverfass von Dejan Dukovski als Volpone am Deutschen Theater Berlin, Version II (Regie: Dimiter Gotscheff)
- 2008–2009: Ubukönig von Alfred Jarry als Ubu an der Volksbühne Berlin (Regie: Dimiter Gotscheff)
- 2008–: Songs of my mind – A Tribute to Stevie Wonder, Liederabend mit Samuel Finzi und Band am Deutschen Theater Berlin
- 2008–: Tagebuch eines Wahnsinnigen von Nikolai Gogol als Poprischtschin am Deutschen Theater Berlin (Regie: Hanna Rudolph)
- 2010–2011: Der Mann ohne Vergangenheit von Aki Kaurismäki in diversen Rollen am Deutschen Theater Berlin (Regie: Dimiter Gotscheff)
- 2010–2011: Am Beispiel des Hummers von David Foster Wallace ein Soloabend an der Volksbühne Berlin (Regie: Ivan Panteleev)
- 2010–: Krankenzimmer Nr. 6 von Anton Tschechow als Andrej Efimyc am Deutschen Theater Berlin (Regie: Dimiter Gotscheff)
- 2012: Unendlicher Spaß von David Foster Wallace in diversen Rollen am Hebbel-Theater Berlin (Regie: Matthias Lilienthal)
- 2012–: Der Trinker von Hans Fallada als Erin Sommer am Maxim-Gorki-Theater Berlin und Schauspiel Leipzig (Regie: Sebastian Hartmann)
- 2012: Shakespeare. Spiele für Mörder, Opfer und Sonstige von Frank Günther, Heiner Müller, Manfred Wekwerth und Thomas Brasch in diversen Rollen am Deutschen Theater Berlin (Regie: Dimiter Gotscheff)
- 2013: Dali vs. Picasso von Fernando Arrabal als Picasso am Théâtre National du Luxembourg (Regie: Frank Hoffmann)
- 2013: Don Juan kommt aus dem Krieg von Ödön von Horváth als Don Juan am Berliner Ensemble (Regie: Luc Bondy)
- 2014: Warten auf Godot von Samuel Beckett als Wladimir am Deutschen Theater Berlin und bei den Ruhrfestspielen Recklinghausen (Regie: Ivan Panteleev)
- 2015: Peer Gynt nach Henrik Ibsen in der Titelrolle am Deutschen Theater Berlin (Regie: Ivan Panteleev)
- 2018: Kommt ein Pferd in die Bar Salzburger Festspiele mit Mavie Hörbiger
- 2019: Kommt ein Pferd in die Bar von David Grossman im Akademietheater Wien mit Mavie Hörbiger[14]

## Hörspiele (Auswahl)
- 2008: Martin Becker und Jaroslav Rudiš: Lost in Praha, WDR
- 2010: Franz Kafka: Der Process – Regie: Klaus Buhlert, BR/Der Hörverlag, ISBN 978-3-86717-690-3.
- 2013: Elias Canetti: Die Blendung – Bearbeitung, Komposition und Regie: Klaus Buhlert, BR/ORF
- 2013: E. M. Cioran: Vom Nachteil, geboren zu sein – Regie: Kai Grehn, Hörspiel, SWR
- 2016: Antoine de Saint-Exupéry: Der kleine Prinz – Übersetzung, Bearbeitung und Regie: Kai Grehn, WDR/Hörbuch Hamburg, ISBN 978-3-86742-309-0.
- 2016: Jack London: Die Zwangsjacke – Bearbeitung und Regie: Kai Grehn, DLR/Major Label ISBN 978-3-945715-09-3.
- 2016: Elias Canetti: Gegen den Tod – Radiofassung und Regie: Hans Gerd Krogmann, Deutschlandradio Kultur
- 2016: Franz Kafka, Das Schloss. Hörspiel in 12 Teilen – Regie: Klaus Buhlert, BR[15]
- 2023: Kai Grehn: Die Causa Jeanne d'Arc – Regie: Kai Grehn, SWR/ RBB

## Werke
- 2023: Samuel Finzi: Samuels Buch. Ein autobiographischer Roman, Ullstein, Berlin 2023, ISBN 978-3-550-20043-4.

## Auszeichnungen
- 1993: Kritikerauszeichnung als bester Nachwuchsdarsteller Nordrhein-Westfalens für Die Möwe
- 1994: Preis für den besten Nachwuchsdarsteller beim 13. Theatertreffen Nordrhein-Westfalen für Die Möwe
- 1995: Kritikerauszeichnung als bester Darsteller des Jahres in Nordrhein-Westfalen für Der Kirschgarten und Schwanengesänge
- 1996: Förderpreis der Stadt Düsseldorf für Darstellende Kunst für Ein Monat in Dachau
- 2001: Golden Chest, Bester männlicher Darsteller, International Television Festival Plovdiv, Bulgarien für Devil’s Tail
- 2009: Bester Schauspieler beim Mess Theater Festival Sarajewo für Iwanow
- 2010: Bester Schauspieler beim MOT Theater Festival Skopje für Tagebuch eines Wahnsinnigen
- 2011: Bester Schauspieler beim Skena Up Theater Festival Pristina für Tagebuch eines Wahnsinnigen
- 2011: Theaterpreis Berlin der Stiftung Preußische Seehandlung gemeinsam mit Dimiter Gotscheff, Almut Zilcher und Wolfram Koch für ihre „epochalen Aufführungen“[16]
- 2015: Gertrud-Eysoldt-Ring gemeinsam mit Wolfram Koch für ihre Darstellung als Estragon und Wladimir im Drama Warten auf Godot am Deutschen Theater Berlin
- 2015: Schauspieler des Jahres, Kritikerumfrage des Fachblatts Theater heute[17][18]
- 2016: Deutscher Schauspielerpreis 2016 in der Kategorie Bester Schauspieler in einer komödiantischen Rolle für Worst Case Scenario